# Germain Delebecque
Pour les articles homonymes, voir Delebecque.
Germain-Joseph Delebecque est un homme politique français né le 20 décembre 1795 à Gondecourt (Nord) et décédé le 11 décembre 1875 à Paris.
Professeur au collège de Saint-Omer, puis à Paris, il entre ensuite dans les bureaux du ministère de l'Instruction publique. Il devient maître des requêtes au Conseil d’État en 1830. Il est député du Pas-de-Calais de 1834 à 1848, siégeant au centre, la majorité soutenant la monarchie de Juillet. Administrateur de la compagnie des chemins de fer du Nord, il est de nouveau député du Pas-de-Calais de 1860 à 1870, siégeant dans la majorité soutenant le Second Empire.

## Vie privée
Il est le fils de Germain Delebecque, marchand, et d’Anne-Joseph Couvreur, époux d'Athénaïs Jennot, père d'Édouard Delebecque, (1832-1888), ingénieur de l'École des Mines de Paris, chef du matériel et de la traction au chemin de fer du Nord, lequel meurt renversé par un train en gare du Nord le 5 septembre 1888. Édouard Delebecque a épousé Marie-Victoire Sauvage, il est le père du polytechnicien et colonel d'artillerie Frédéric Delebecque (1870-1940).
Toutes ces personnes sont inhumées au cimetière de Montmartre, 21e division, tombe orientée côté sud.
Édouard Delebecque et Marie-Victoire Sauvage sont aussi les parents de :
- Germaine Delebecque, née le 29 mars 1866 à Paris 10e, qui épouse l'architecte Charles-Louis Girault le 27 mai 1889 Paris 9e. Leur fils Michel Girault épousera Yvette Nivelle, fille du général Nivelle, le 26 janvier 1921 au temple de l'Oratoire[1] ;
- Edmée Delebecque, née le 10 avril 1880 à Paris 9e, décédée le 31 mars 1951 à Dieulefit, poète, artiste peintre et graveur.

## Sources
- Dictionnaire des parlementaires français de 1789 à 1889 (Adolphe Robert et Gaston Cougny); page 816
- « Dictionnaire universel des contemporains ; Gustave Vapereau ; 1880 » Gallica
- M. Delebecque député du Pas-de-Calais « Le Figaro », 2 février 1869
- Décès de Germain-Joseph Delebecque, « Le XIXe siècle », 14 décembre 1875
- Obsèques de Germain-Joseph Delebecque, « Le XIXe siècle », 16 décembre 1875
- Acte de décès de Germain-Joseph Delebecque sur le site des Archives de Paris 8e à la date du 12 décembre 1875, Cote V4E 3408, acte n° 1814, vue 29/31, page de gauche en bas,